# 白い部屋 (沢田研二の曲)
「白い部屋」（しろいへや）は、日本の歌手である沢田研二の12枚目のシングルである。
1975年3月1日にポリドールより発売された。

## 収録曲
1. 白い部屋（4分26秒）
  - 作詞:山上路夫／作曲:加瀬邦彦／編曲:東海林修
2. 風吹く頃（3分23秒）
  - 作詞:安井かずみ／作曲:加瀬邦彦／編曲:東海林修

## 参加ミュージシャン
- ケニー・ウッド・オーケストラ

## 沢田研二の関連作品
- KENJI SAWADA